# José Alexandre Jablonowski
O príncipe José Alexandre Jabłonowski (1711 – 1777) foi um nobre polonês (szlachcic).
José Alexandre assumiu o cargo de Stolnik da Lituânia em 1744, foi voivode da voivodia de Nowogródek de 1755 a 1776 e starost de Busk na Ucrânia, Korsuń, Dźwinogród, Wołpenia, Rakancin e Ławara.. Fundou a Societas Jablonoviana (Towarzystwo Naukowe Jablonowskich) - "Sociedade Científica da Família Jablonowski".
Ele faleceu em 1777 e seu sepultamento ocorreu no Castelo de Pleissenburg, em Leipzig, Alemanha.